# كاريل باري جونز
كاريل باري جونز (بالإنجليزية: Caryl Parry Jones)‏ (16 أبريل 1958 في المملكة المتحدة)؛ مغنية، ملحنة، كاتِبة، ممثلة وشاعرة بريطانية-ويلزية.

## روابط خارجية
- كاريل باري جونز على موقع IMDb (الإنجليزية)
- كاريل باري جونز على موقع ميوزك برينز (الإنجليزية)
- كاريل باري جونز على موقع ديسكوغز (الإنجليزية)